# Gaijin Entertainment
Gaijin Entertainment — російський розробник відеоігор, що передислокувався в Угорщину. Спеціалізується на розробці комп'ютерних ігор і супутніх їм технологій. Штаб-квартира і більшість співробітників знаходяться в Будапешті, додаткові офіси – у Ларнаці, Карлсруе, Ризі, Єревані та Дубаї. У компанії близько 200 співробітників, які розподілені між цими офісами, 60 з них знаходяться в штаб-квартирі в Угорщині.  У 2020 році група Gaijin Entertainment отримала 2,6% усього прибутку індустрії програмного забезпечення Угорщини.

## Історія
У 2002 році компанія почала активну співпрацю з американською компанією Zodiac Gaming, розробляючи ігри для приставок кабельного цифрового телебачення.
У 2003 році компанія тісно співпрацювала з великим російським видавцем комп'ютерних ігор — фірмою 1C. Одним з результатів співпраці стало створення гри за мотивами відомого кінофільму «Бумер».
У 2004 році був відкритий московський офіс компанії. На КРІ 2004 був представлений проєкт «Flight of Fancy» ( «Політ Фантазії»), який використовує для управління ігровим процесом технологію motion detection (захоплення руху за допомогою звичайної вебкамери). Цей проєкт отримав дві нагороди КРІ - «найнестандартніший проєкт» і «найкраща гра без видавця».
У 2005 році випущено два проєкти для PC - аркадні перегони «Адреналін-шоу» і бойовик «Жмурки». Перший з них отримав «вибір редакції» деяких тематичних журналів, і потрапив на обкладинку трьох з них
У 2006 році нова технологія компанії - Dagor Engine була застосована в перегоновій грі Lada Racing Club стороннього розробника, компанії Geleos Media. Також, у 2006 році заснована дочірня студія Gaijin Sound, що спеціалізується на виробництві звукового оформлення комп'ютерних ігор — як власних ігор компанії, так і ігор від інших розробників.
У 2007 році випущена гоночна гра «Адреналін 2: Час пик». Яскравою особливістю проєкту є музичне оформлення, що складається з ліцензованих композицій різних виконавців, і оформлене у вигляді радіостанцій. Серед інших, в грі використано музику таких груп, як «Бі-2» і «Наів». Останньою також була записана ексклюзивна композиція для гри, і спеціальне інтерв'ю з лідером групи, яке звучить на одній з ігрових радіостанцій. У цьому ж році «Адреналін 2: Час Пік» отримала нагороду на КРІ 2007 (Конференція Розробників Комп'ютерних Ігор) за «Краще звукове оформлення».
24 жовтня 2007 року було офіційно оголошено про створення спеціального відділу компанії, що займається розробкою ігор для ігрових консолей поточного покоління. Перші анонсовані консольні проекти компанії: Іл-2 Штурмовик: Крилаті хижаки (Xbox 360, PS3) і X-blades (Xbox 360, PS3). Остання є перевиданням PC-ігри Оніблейд.
У 2009 році вийшов перший з анонсованих консольних проєктів - Іл-2 Штурмовик: Крилаті хижаки для PlayStation 3, Xbox 360 і PC. Згідно Metacritic, середній бал Xbox 360-версії гри складає 80% і PlayStation 3-версії - 81%.
У 2010 році був випущений другий за рахунком авіасимулятор Apache: Air Assault, присвячений бойовим вертольотам. Також в цьому році побачила світ перша мобільна гра від Gaijin Entertainment - Braveheart, рольова гра для платформи iOS.
У 2011 році компанія випустила ще одну мобільну гру - Modern Conflict 2, тактичну стратегію, доступну на iOS і Android, а також анонсувала новий авіасимулятор World of Planes, надалі став повномасштабним симулятором військових дій War Thunder.
2012 став знаковим для Gaijin Entertainment. Протягом одного року вийшли три великі гри: Birds of Steel, Blades of Time і військово-історична онлайн-гра War Thunder.
У 2013 році журнал «Ігроманія» назвав War Thunder «проривом року» (2013). Гра заробила безліч премій, серед яких престижна нагорода «Кращий симулятор» на виставці gamescom 2013. Також в цей момент Gaijin Entertainment починає активно працювати зі шоломами віртуальної реальності. Вже в 2013 році в грі War Thunder з'явилася підтримка Oculus Rift, а через рік була анонсована підтримка PlayStation VR для PlayStation 4. Протягом двох років після запуску War Thunder вийшли дві мобільні ігри: Run'n'Gun (iOS) і Fantasy Conflict (iOS і Android), а також консольна гра Skydive: Proximity Flight для PlayStation 3 і Xbox 360.
У 2014 році War Thunder вийшов на PlayStation 4, ставши першою російською грою у стартовій лінійці консолі нового покоління.
Влітку 2014 року компанія запустила програму підтримки кінофільму «28 панфіловців». У грі з'явився спеціальний набір техніки для покупки, половина вартості якого перераховувалася до фонду фільму. Таким чином бюджет кінострічки поповнився на 5 мільйонів рублів. Компанія продовжила фінансування картини і після завершення акції в грі. З 29 квітня 2015 року Gaijin Entertainment також брала участь в технічних і організаційних питаннях зйомок. За їхньої підтримки був підготовлений і опублікований офіційний тизер фільму.
У 2015 році компанія Gaijin Entertainment спільно зі студією Targem Games анонсувала гру Crossout на PC. У 2016 році була видана перша гра програми підтримки незалежних розробників Gaijin inCubator - мобільну гру на виживання  The Abandoned. 12 грудня 2016 Була анонсована нова гра «Enlisted» розробляється студією Darkflow software
Приблизно у 2015 році компанія перевела свій дистриб’юторський бізнес із Москви до Будапешта, а незабаром після цього з’явилася їхня штаб-квартира з розвитку.
Зараз усіма онлайн-іграми Gaijin керують з Німеччини, Кіпру та Угорщини, тоді як розробка розкидана по всій Європі. Зараз компанія має шість офісів: у Карлсруе (Німеччина), Ларнаці (Кіпр), Будапешті (Угорщина), Ризі (Латвія), Дубаї (ОАЕ) та Єревані (Вірменія). У компанії близько 200 співробітників, які розподілені між цими офісами, 60 з них знаходяться в штаб-квартирі в Угорщині.
У 2017 році гра Crossout вийшла на стадію ВБТ.
1 квітня 2018 «Enlisted» була доступна гравцям у вигляді першоквітневого івенту і мала назву «Cuisine royale»
18 червня 2018 Gaijin Entertainment випустили гру «Cuisine royale» як самостійний проєкт
14 травня 2019 року побачила перша гра компанії для Nintendo Switch - Blades of Time
8 травня 2021 Антон Юдінцев підкреслює про їхні ігри наступне: «вони дійсно багато в чому створюються людьми з російським менталітетом».

## Розробка
Компанія розробляла ігри як за ліцензіями відомих фільмів, так і авторські проєкти.
| Рік  | Гра                            | Платформи                                    |
| ---- | ------------------------------ | -------------------------------------------- |
| 2003 | Бумер: Зірвані вежі            | PC                                           |
| 2005 | Адреналін-шоу                  | PC                                           |
| 2005 | Жмурки                         | PC                                           |
| 2006 | Братва і кільце                | PC                                           |
| 2007 | Вовкодав: Шлях воїна           | PC                                           |
| 2007 | Параграф 78                    | PC                                           |
| 2007 | Адреналін 2: Час Пік           | PC                                           |
| 2007 | Оніблейд                       | PC, PlayStation 3, Xbox 360                  |
| 2008 | Адреналін 2: Анархія           | PC                                           |
| 2009 | Дві зірвані вежі               | PC                                           |
| 2009 | Іл-2 Штурмовик: Крилаті хижаки | PlayStation 3, Xbox 360, PC                  |
| 2010 | Apache: Air Assault            | PlayStation 3, Xbox 360, PC                  |
| 2010 | Braveheart                     | iOS                                          |
| 2011 | Modern Conflict 2              | iOS, Android                                 |
| 2012 | Birds of Steel                 | PlayStation 3, Xbox 360                      |
| 2012 | Blades of Time                 | PlayStation 3, Xbox 360, PC, Nintendo Switch |
| 2012 | War Thunder                    | PC, PS4, Mac OS; Linux, Xbox , Android       |
| 2012 | Star Conflict                  | PC, Mac OS, Linux                            |
| 2013 | Run'n'Gun                      | iOS                                          |
| 2017 | Crossout                       | PC, Xbox One, PlayStation 4                  |
| 2018 | Cuisine royale                 | PC, Xbox One, PlayStation 4                  |
| 2019 | Enlisted                       | PC                                           |

З виходом гри War Thunder компанія Gaijin Entertainment Почали працювати в напрямку крос-платформенності. У випадках з іграми це означає, що всі Користувачі, В незалежності від того, Грають вони на PC, консолі або мобільному пристрої, знаходяться одночасно на одному ігровому сервері та взаємодіють один з одним безпосередньо. Так в War Thunder крос-платформенність підтримується на п'яти різних платформах: PC, PS4, Mac OS, Linux, Xbox One, всі Гравці яких б'ються на одному загальному сервері. 
Також компанія є розробник технологій:
- Dagor Engine
- Технологія Motion Detection для управління іграми за допомогою вебкамери.

## Gaijin inCubator
Навесні 2015 року Gaijin Entertainment запустила програму підтримки інді-розробників inCubator. Учасниками можуть стати команди, які розробляють власні ігри і зацікавлені в їх продюсеруванні і підтримці досвідченого видавця. Перший проект «Інкубатора» - мобільна гра в жанрі survival The Abandoned, створена незалежною командою Yadon Studio і видана у 2016 році. Слідом за нею вийшла PC-версія, що отримала назву Shadows of Kurgansk.